# Jacques Turricella
Jacques Turricella, né vers 1550 à Florence, est un noble toscan, religieux de l’étroite observance de Saint-François, Docteur en théologie, confesseur de la Reine Marie de Médicis, évêque de Marseille (1605-1618). Il meurt empoisonné le 19 janvier 1618.

## Arrivée en France
Il est arrivé en France avec Marie de Médicis et elle le choisit comme confesseur. Il est nommé par le roi évêque d'Angoulême en 1603. 
Mais rapidement la reine de France fait installer Jacques Turricella à l’évêché de Marseille en 1605 après la mort de Frédéric Ragueneau en 1603, et surtout après un long moment pour savoir qui devait prendre sa place, en effet la nomination de Guillaume du Vair, premier président du Parlement d’Aix-en-Provence, fut envisagée mais finalement sous l’impulsion de Marie de Médicis, ce fut Jacques Turricella qui devint évêque de Marseille. Ses bulles furent expédiées le 19 janvier 1605 et il fit son entrée solennelle dans Marseille au mois de mai suivant. Son épiscopat est marqué par de nombreuses fondations de maisons religieuses.

## Ordres religieux
Jacques Turricella, franciscain de l’ordre des frères mineurs de l’observance semble avoir passé une partie de sa vie d’évêque à vouloir installer des ordres dans son diocèse de Marseille. Son appartenance à l’un des branches franciscaine lui font donc prendre certaines décisions pour son diocèse comme la forte implantation d’ordres qu’il arrive à installer dans les alentours de Marseille, semble-t-il facilement.	
Le terme de Franciscain désigne les nombreuses branches de la famille de Saint François d’Assise. Un grand nombre de réformes sont explicables par la complexité d’interprétation de la règle première du vœu de pauvreté. Souvent des couvents franciscains manipulaient de l’argent et, à chaque fois, une réforme avait lieu derrière. Toutes ces réformes ont donné naissance à une multitude de branches : Les observants, les conventuels, les capucins, les minimes…, plusieurs groupes dont Jacques Turricella favorisa l’implantation dans son diocèse. En rejoignant les frères mineurs conventuels, Jacques Turricella intègre l’une des trois branches masculines du premier Ordre de la famille franciscaine de droit pontifical. Au-delà de l’Ordre Franciscain, Jacques Turricella était l’un des évêques les plus favorables à l’implantation de maisons religieuses dans son diocèse. Il favorisait l’implantation des réguliers dans le diocèse : Augustins réformés, Trinitaires réformés, Frères mineurs de l’observance à Marseille et Aubagne, Capucins à Marseille et La Ciotat, Ursulines, Minimes enfin jésuites qui s’installèrent à Marseille en 1614.	

## Fondations de maisons religieuses
Son épiscopat fut donc marqué par de nombreuses fondations de maisons religieuses. « Le visage de l’Eglise, moderne, reflète le puissant développement de la réforme catholique particulièrement florissante à Marseille. Ce mouvement a été lancé par des ordres nouveaux ou rénovés et appuyé par des prélats et des évêques parfois, et symptomatiquement, d’origine italienne, comme Jacques Turricella. »
Il avait ainsi  permis aux Augustins Réformés de s’établir au quartier Notre-Dame du Rouet avant le début de son épiscopat. Lorsqu’il arriva sur le siège épiscopal de Marseille en 1605, il permit aux mêmes religieux Réformés de s’établir au quartier Saint-Basile, à l’endroit où s’élève aujourd’hui l’église Saint-Vincent-de-Paul. Plus connue sous le nom de « Réformés » l’église tire donc son nom des Augustins installés par Jacques Turricella quelques années plus tôt. Élevé dans le cloître, Turricella favorisait de tout son pouvoir l’état religieux, mais ses préférences se portaient sur la famille du séraphique père d’Assise. En 1610, il établit à Aubagne un couvent de Religieux de l’étroite observance. Il travaillait en même temps à soutenir le monastère féminin de Saint-Sauveur qui courait à sa ruine. L’installation des Ursulines en 1617 à La Ciotat fut moins évidente pour Jacques Turricella. Les consuls de la ville décidèrent d’introduire un collège de l’institut de Sainte Ursuline sur le modèle de celui qui existait en Italie. Cet ordre cloîtré vivait dans un grand recueillement et comprenait des dames dévouées à l’instruction de la jeunesse. Mais n’ayant pas été averti de l’arrivée de cette fondation alors qu’il contrôlait généralement le processus, le prélat menaça de refuser sa permission. C’est finalement persuadé par le Seigneur de Régusse, Gaspard de Grimaldi, qu’il accepta. Et cette fondation semble être la dernière implantée dans la région sous l’épiscopat de Jacques Turricella qui mourut l’année suivante.
Les origines italiennes de Jacques Turricella, de même que son appartenance à un ordre Franciscain, sont certainement un facteur de sa volonté continue d’installer des ordres nouveaux dans son diocèse La Réforme catholique s’est manifestée d’abord par un renouveau généralisé dans l’Église régulière. Ce renouveau avait été appuyé par les décisions du concile de Trente en 1542.

## La nomination de Jacques Turricella à l’évêché de Marseille
La Maison de la Reine comprend beaucoup d’hommes parmi lesquels figurent les aumôniers. La grande piété de Marie de Médicis lui fait avoir un service de plus de cinquante ecclésiastiques : « un Grand Aumônier, un premier Aumônier, quatre Aumôniers ordinaires, trente Aumôniers sans gages, un confesseur ordinaire, un confesseur du personnel, un prédicateur, un chapelain ordinaire, dix chapelains. »  Le grand Aumônier est toujours un évêque. Pour Marie de Médicis il s’agit de Jean-Baptiste Bonzi, florentin d’origine et évêque de Béziers. Jacques Turricella semble donc être l’un des trente Aumôniers sans gages. Également florentin, Jacques Turricella va dès 1603 semble-t-il devenir le confesseur de la Reine. Au Louvre, dans l’entourage de Marie de Médicis, depuis son arrivée avec elle en 1600, il apparait donc d’après des écrits contemporains qu’il est le confesseur de Marie de Médicis. Néanmoins, comme Jacques Turricella part pour Marseille en 1604, comment confesser avec une telle distance entre lui et la Reine ? Il est plus probable que Jacques Turricella était l’un des trente Aumôniers sans gages, qui assurait le culte de la Reine dans son église de Marseille lors de visites royales. Il est également possible que, lors des visites de la Reine à Marseille, il était son confesseur mais de ce fait un confesseur irrégulier (ou lors de visites de Jacques Turricella à la cour). Ou bien, nous pouvons dire que Jacques Turricella fut le confesseur de Marie de Médicis pendant une courte durée d’environ un an. Cependant, l’évêque de Marseille est resté en relation avec la Reine par lettres jusqu’à la fin de sa vie.

## La mort de Jacques Turricella
Mort par le poison le 19 janvier 1618, Jacques Turricella pousse le mystère et le trouble. La première enquête désignait comme auteurs plusieurs complices qui avaient tous des choses à reprocher à l’évêque. Apparait donc comme accusés : Antoine Marin, Marguerite Barthélemy, veuve de François Guin, Marguerite Marin, femme de Nicolas Guin, Blaise Pinet vicaire d’Aubagne souvent cité dans le journalier tout comme Pierre Motet, le prêtre de la Majeure, et enfin Pierre Barthélemy son valet.
En définitive, c’est son valet de chambre, Pierre Barthélemy, qui, voulant s’emparer des trésors entassés dans les coffres de son maître, l’empoisonna le 19 janvier 1618, alors que l’évêque avait environ 67-68 ans. Il avoua, en effet, avoir empoisonné son maître au moyen de trois doses d’arsenic et lui avoir volé 270 ou 300 écus qu’il donna à Nicolas Guin pour acquitter une dette de jeu. Condamné à la roue, Pierre Barthélemy fut mis à mort dans les jours suivants. Quant à Nicolas Guin, il réussit à s’échapper et donc à éviter tout procès et condamnation.
D’après Belsunce : « Turricella mérita les regrets de son peuple à qui il dut être cher, à cause de sa bonté qui était sa vertu favorite et qui dégénéra quelquefois en faiblesse. Il avait une physionomie gracieuse, des yeux vifs et pleins de douceur, un teint assez blanc et un air spirituel, l’esprit pénétrant et cultivé. Il était laborieux et exact à remplir ses devoirs. Comme il avait passé plusieurs années dans le cloître, où il avait étudié avec application, il était habile et reconnu pour tel. Le choix qu’en fit la Reine Marie de Médicis pour son confesseur prouve qu’on le regardait généralement comme un homme d’un mérite distingué.»  À l’inverse, Louis Barthelemy, le juge extrêmement avare et apparait moins conciliant avec l’évêque.